# 구왈기야 오보이
구왈기야 오보이(만주어: ᡤᡡᠸᠠᠯᡤᡳᠶᠠ
ᠣᠪᠣᡳ Gūwalgiya Oboi; 중국어 간체자: 瓜尔佳 鰲拜, 정체자: 瓜爾佳 鰲拜, 병음: Guāěrjiā Áobài 과얼쟈 아오바이, 과이가 오배[*], 1610년(?) ~ 1669년)는 청 제국 초기에 활동한 만주인 군인, 관료다. 세 명의 황제를 섬기며 문무 여러 관직에 봉직했다. 순치제 붕어시 네 명의 고명대신 중 한 명으로서 어린 강희제를 섭정했다. 권력이 지나치게 비대해진 끝에 성장한 강희제에게 숙청되었으나 사후 복권되었다. 시호는 초무(超武)이다.

## 가계 및 군경력
오보이는 건주여진 수완 구왈갸 씨족(蘇完瓜爾佳氏, 만주어: ᠰᡠᠸᠠᠨ
ᡤᡡᠸᠠᠯᡤᡳᠶᠠ
ᡥᠠᠯᠠ Suwan Gūwalgiya Hala) 출신이다. 수완 구왈갸 씨족은 오보이의 조부 구왈갸 솔고가 누르가치에게 1588년 귀부하여 만주에 편입되었다. 팔기군 체제에서 구왈갸 씨족은 양황기에 속했고, 누르가치의 8남 홍 타이지(만주어: ᡥᠣᠩ
ᡨᠠᡳᠵᡳ Hong Taiji)가 양황기를 지휘했다. 오보이의 부친 구왈갸 우이치는 만주의 수도 묵던의 주둔군 사령관이었고, 삼촌 구왈갸 피옹돈은 천명제가 가장 신임한 후금 개국오대신 중 한 명이었다.
오보이의 초반생은 그 후반생에 비해 상대적으로 불확실하다. 삼남이었기에 부친이 양황기 내에서 가진 작위를 물려받지 못했다. 오보이는 《청
태종문황제실록(太宗文皇帝實錄)》 1632년자에 처음 이름이 등장한다. 이 때 오보이는 명나라에 대한 소규모 약탈원정을 나가 승리를 거두었고, 상으로 약탈품을 자신의 것으로 받았다.
홍 타이지가 천총한(天聰汗, 만주어: ᠠᠪᡴᠠᡳ
ᠰᡠᡵᡝ
ᡥᠠᠨ Abkai Sure Han)으로 즉위해 재위하던 중인 1634년 오보이는 정식으로 군인으로 임관했다. 오보이의 첫 관직은 기의 친위부대인 바야라(護軍, 만주어: ᠪᠠᠶᠠᡵᠠ Bayara)의 주완이 다(壯達, 만주어: ᡪᡠᠸᠠᠨ ᡳ
ᡩᠠᠮ Juwan-i Da)였다. 바야라는 각 기에서 선발된 정예 기병대로 야영지 위병 겸 전술예비대 역할을 맡아 전투시 주력과 별도로 움직이며 위험한 임무를 맡았다. 바야라의 하급무관으로서 오보이는 대명 전쟁에서 활약, 곧 중대장급인 니루이 장인(牛彔章京, 만주어: ᠨᡳᡵᡠᡳ
ᠵᠠᠩᡤᡳᠨ Nirui Janggin))이 된다. 1633년과 1634년에는 몽골족 차하르부에 대한 전역에 참여했다. 이 전쟁의 결과 릭단 칸은 1635년 만주에 항복하고 만주 한이 몽골 카간을 겸하게 된다.
1637년, 병자호란 당시 오보이는 압록강 남쪽의 요충지 가도 점령전에 자원하여 성공했다. 당시 명군은 가도에 요새를 쌓고 명청간 분쟁의 주무대인 요동반도에 무력을 투사하고 있었는데, 그것이 이로써 분쇄되었다. 어려운 상륙전과 뒤이은 백병전 끝에 오보이는 가도 명군을 전멸시켰고 그 공으로 소령급으로 승진하고 3등남작 작위와 바투루(巴圖鲁, 만주어: ᠪᠠᡨᡠᡵᡠ Baturu)의 칭호를 얻었다. 1641년, 오보이는 요동에 남은 명의 둘 뿐인 거점 송산과 금주 공성전(송금 전투)에서 다섯 차례 전술적 승리를 거두었다. 오보이는 대령급으로 승진하고 양황기 바야라의 사령관이 되었다.
1643년 계승 분쟁 때 호오거와 도르곤이 대립하자 오보이는 호오거의 편에 섰다.  동시에 1644년 산해관 입관 이후로도 계속 야전에서 돌며 대명 전쟁에 종군했다. 1645년 장군이 되었다. 1644년에서 1648년 사이 오보이는 이자성, 장헌충을 상대했고, 1647년 장헌충이 살해된 뒤 장헌충의 잔당을 토벌했다. 《청사고》에서는 1647년 초 사천성이 평정되었을 때, 전투 중 오보이가 장헌충의 목을 베었다고 한다.

## 순치제 치세
양황기인인 오보이는 홍타이지가 기의 총사령이었을 때 절대적인 충성을 바쳤다. 하지만 홍타이지가 죽고 호오거가 양황기의 총사령이 되자 오보이는 난처해졌다. 호오거와 경쟁해 이기고 어린 순치제의 섭정이 된 도르곤은 정백기와 양백기의 총사령이었고, 다른 기들의 영향력을 축소시키려 했다. 상술했듯 1648년 호오거가 유폐되고 옥사했을 때 오보이도 거짓 승리를 고했다는 이유로 벼슬이 깎였고, 숭덕제 붕어 이후 호오거를 황제로 지지했음이 밝혀져 사형 선고를 받았다. 하지만 오보이가 명의 잔당에 대한 전투를 계속하고 있었기에 형벌은 벼슬을 깎는 것으로 감형된다. 1648년, 권력다툼에서 패한 호오거가 실각, 도르곤에 의해 유폐되고 호오거의 편에 섰던 오보이는 사형 선고를 받는다. 하지만  그 동안에도 오보이는 섬서성에서 명에서 청으로 귀순했다가 다시 청을 배반한 장양을 1649년 토벌했다. 이 때 오보이가 뒤집어쓴 혐의는 숙청을 위한 구실에 가까워 보이며, 도르곤 사후인 1651년 오보이는 복권된다. 자신의 기에 충성을 다하고 또한 군대를 이끌고 활약한 공으로 오보이는 순치제의 조정에 조신으로 입각했고 1등후작의 작위를 받았다.
순치제는 오보이의 충성을 지극히 믿었다. 1652년 순치제가 조정의 도르곤 잔당을 숙청하면서 오보이는 2등공작으로 승격되고 황제 친위대장 겸 수도 경찰총수 격인 영시위내대신(領侍衛內大臣)으로 임명된다. 영시위내대신으로서 오보이는 순치제의 도르곤 잔당 숙청의 실무 집행자역을 맡았으며, 황제가 권력을 상삼기 위주로 재편하는 것을 도왔다. 순치 친정 1년째 되는 해 오보이는 여러 명의 귀족들을 하나 이상의 죄목으로 잡아다 죽였다. 이 대량 처형에 순치제의 승인이 있었는지는 불확실하다. 이렇게 잔혹한 일을 도맡아 했고 요직을 도맡은 오보이는 순치제가 죽자 자연스럽게 아무도 통제할 수 없는 권력자가 되었다.

## 강희제 치세
1661년 2월 5일, 순치제가 천연두로 불과 24세로 죽었다. 순치제는 임종시 네 명의 보정대신을 임명했다. 보정이란 과거 도르곤이 맡았던 섭정에 비해 격이 훨씬 낮은 것이지만, 새 황제 강희제의 나이가 8세에 불과했기에 이 보정 4대신은 사실상의 섭정으로 기능했다. 순치제의 유고에 따르면 보정대신들의 서열은 다음과 같았다. 필두가 정황기인 허셔리 소닌이었다. 소닌은 내무부대신이었으며 또한 효장문황후도 소닌이 필두가 되는 것을 지지했다. 2위는 정백기인 나라 숙사하였다. 숙사하는 본래 도르곤의 당여였으나 도르곤이 죽은 직후 줄을 바꿔 타 살아남았고, 순치제 친정 시기 동안 순치제의 신임을 얻었다. 그리고 마지막이 양황기인들인 뇨후루 어빌룬과 구왈갸 오보이였다. 이렇게 보정대신을 여러 명 둔 것은 과거 도르곤이라는 단일 섭정이 세워졌을 때 그 권력이 황제를 압도했던 것을 반면교사 삼은 것이기도 했다. 하지만 순치제의 의도와 달리 4대신 체제는 그렇게 안정적으로 운영되지 않았다.
4대신 중 세 명인 소닌, 어빌운, 오보이는 황기인, 즉 과거 호오거의 기인들이었고 도르곤 섭정기에 박해를 받았다. 그 대신 도르곤이 죽고 나자 금방 복권되어 승승장구했고, 순치제가 그들을 신임해 보정을 맡긴 데도 그런 점이 작용했다. 하지만 이는 도르곤 섭정기에 민감해진 황기와 백기(숙사하가 소속된)의 사이를 더욱 긴장시켰다. 숙사하는 황기인들 일색인 조정에서 백기인이라는 점 뿐 아니라, 도르곤계 숙청 과정에서 배신을 해서 살아남았기에, 황기인 대신들 뿐 아니라 백기인들에게도 의리없는 놈으로 찍혀 있었다.
황기인들과 숙사하 간의 긴장관계는 노련한 소닌에 의해 그럭저럭 봉합되었고 보정 1년차는 평화롭게 지나갔다. 하지만 소닌이 고령으로 인해 건강이 악화하자 금방 파열음이 터져나오기 시작했다. 소닌의 집무시간이 줄어들 수록 그 시간을 오보이가 장악했다. 오보이는 정무에서 숙사하를 배제시켜갔고, 우유부단한 어빌룬은 그것을 막을 수 없었다. 1667년, 자기 살 날이 얼마 남지 않았음을 알게 된 소닌은 오보이의 권력 확장을 제어하고 체제를 안정화시키기 위해 본래 16세 때 예정된 강희제의 친정을 2년 앞당겨 시행했다. 그리하여 소닌이 죽고 한 달 뒤인 1667년 8월 25일, 강희제가 즉위식을 올리고 친정을 시작했다. 그에 따라 남은 세 보정대신은 자동적으로 좌정대신으로 격하되었다. 하지만 어린 강희제는 오보이의 권력을 통제하기 억제하기 어려웠다.

## 숙청
오보이는 강희제에게 강요하여 숙사하를 사형에 처하게 하고 그 일족도 멸족시켰다. 어빌룬도 구워삶은 오보이는 마침내  권력을 완벽하게 자신에게만 집중시켰다.
1669년, 15세의 강희제는 불시에 오보이를 30가지 죄목을 이유로 체포했다. 오보이에게는 사형이 선고되었으나 그간의 공적을 감안해 유폐로 감형되었다.
오보이는 사후 복권되었다. 1713년 강희제는 이미 죽은 오보이를 사면했고, 강희제의 아들 옹정제는 오보이에게 1등공작 작위와 초무(超武)라는 시호를 붙여 주었다. 하지만 옹정제의 아들 건륭제는 오보이의 공과 과를 재검토한 뒤 작위를 1등남작으로 깎았다.

## 대중문화
- 무협소설 『녹정기』에 등장한다. 여기서는 그냥 악당이며 제위를 찬탈할 음모까지 꾸민 것으로 나온다. 주인공 위소보가 그 음모를 막고 강희제의 오보이 숙청을 돕는다. 그리고 역사대로 유폐된 뒤 위소보에게 살해당한다.